# Sieben Jahre (Roman)
Sieben Jahre ist ein Roman des Schweizer Schriftstellers Peter Stamm. Der Titel spielt auf  Jakob an, den biblischen Stammvater der Israeliten. Wie dieser steht Stamms Protagonist, ein junger Architekt namens Alexander, zwischen zwei Frauen: seiner ebenso schönen wie intelligenten Kollegin Sonja, die er heiratet und mit der er ein Architekturbüro gründet, sowie der illegal in Deutschland lebenden, unattraktiven Polin Iwona, zu der ihn eine unerklärliche Leidenschaft hinzieht. Der Roman erschien im Herbst 2009 beim S. Fischer Verlag und gelangte auf die Longlist des Deutschen Buchpreises 2009.

## Inhalt

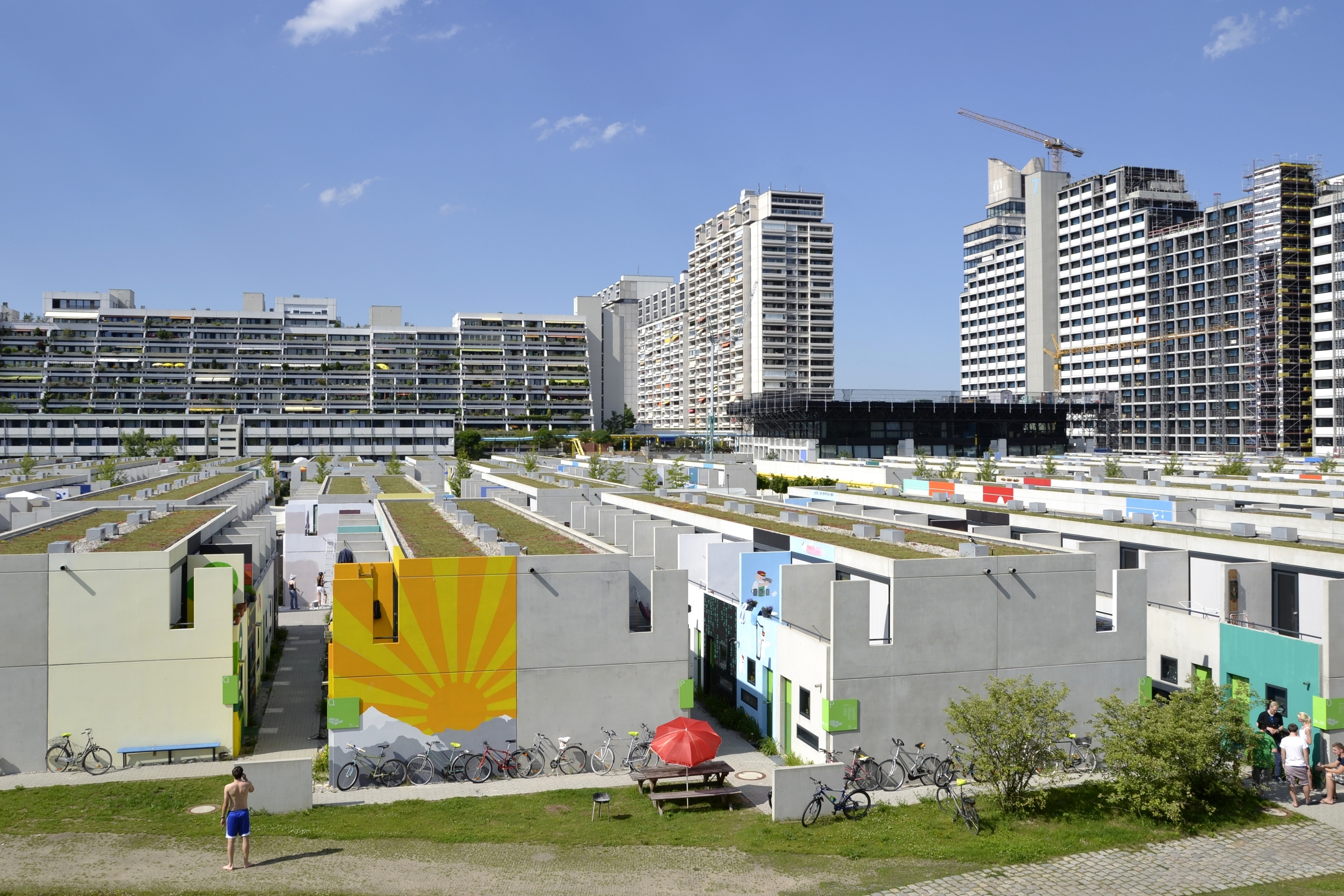
Studentenbungalows im Münchner Olympiadorf

Alexander, Rüdiger und Ferdi sind drei befreundete Architekturstudenten in München. Aus einer Laune heraus sprechen sie im Biergarten eine junge Frau namens Iwona an, eine Polin aus Posen, die ohne Aufenthaltsgenehmigung in Deutschland lebt. Obwohl Alexander die scheue, religiös geprägte Iwona ebenso unattraktiv wie uninteressant findet, kommt es zwischen den beiden zu einer fast wortlosen, rein sexuellen Affäre, bei der er sich frei von allen Verpflichtungen fühlt. Auch als der Student, der im Olympiadorf wohnt, mit Rüdigers Freundin Sonja zusammenkommt, kann er sich der Leidenschaft für Iwona nicht erwehren. Dabei scheint Sonja, die ebenfalls Architektur studiert, die perfekte Partnerin für ihn: schön, intelligent, vernünftig und erfolgreich. Allerdings ist sie in allen Zärtlichkeiten gehemmt und bringt Alexander nicht dieselbe bedingungslose Hingabe entgegen wie Iwona.
Erst als er Sonja heiratet, bricht Alexander die Verbindung zu Iwona ab. Das Ehepaar gründet ein gemeinsames Architekturbüro und kauft sich ein Haus in Tutzing am Starnberger See. Einzig der unerfüllte Kinderwunsch wirft einen Schatten auf die durchgeplante Ehe. Nach sieben Jahren tritt Iwona durch einen Brief, in dem sie um Geld für eine Operation bittet, abermals in Alexanders Leben. Sie liebt den jungen Architekten noch immer, blieb ihm all die Jahre treu, während sie illegal als Putzfrau arbeitete und ihre geistige Heimat in katholischen Zirkeln fand. Abermals verspürt Alexander dieselbe Leidenschaft für die Frau, mit der ihn nichts zu verbinden scheint, und er beginnt sie zu demütigen, indem er ihre regelmäßigen Schäferstündchen finanziell entlohnt. Als Iwona schwanger wird, hält es Alexander für die beste Lösung, das Kind mit seiner Frau Sonja zu adoptieren. Er überzeugt beide Frauen von seinen Plänen. Die beherrschte Sonja ist bereit, über die Seitensprünge ihres Ehemannes hinwegzusehen. Iwona möchte ihre Tochter Sophie nach der Übergabe nicht mehr sehen und sucht keinerlei Kontakt zu der neuen Familie.

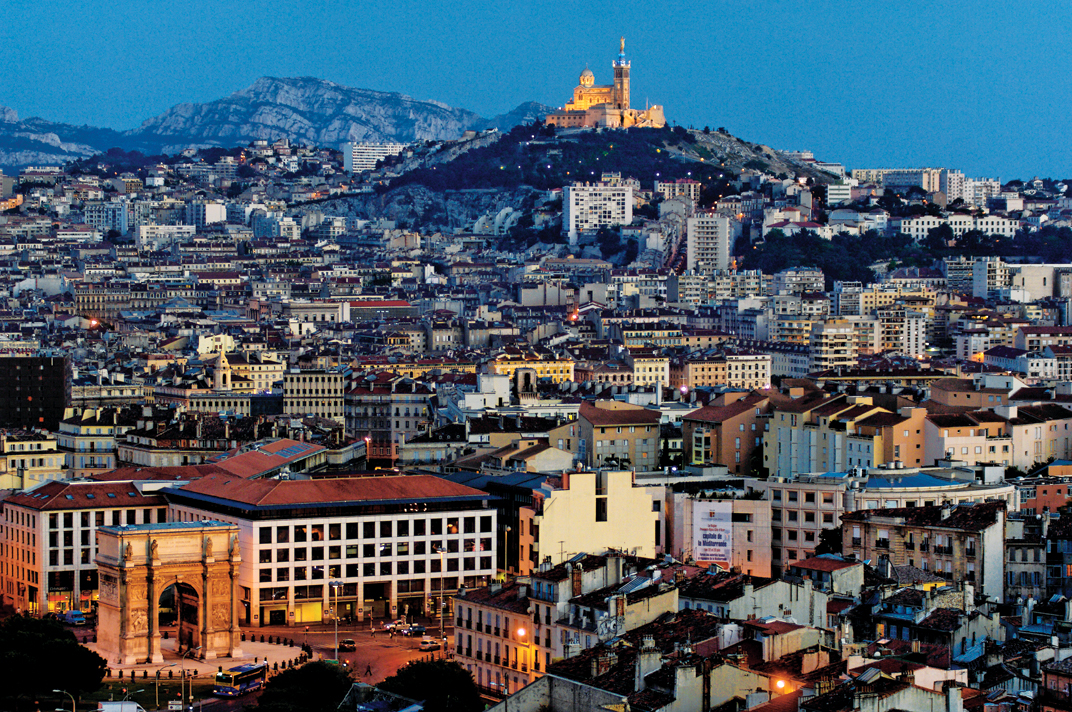
Panorama von Marseille

Abermals sieben Jahre später zeitigt die Baukrise Auswirkungen auf das Architekturbüro, das Insolvenz anmelden muss. Sonja nimmt eine Stelle in Marseille an, wo sie einst während des Studiums ein Praktikum absolvierte und sich die künftigen Eheleute näherkamen. Der verlassene Alexander, der unter Aufsicht einer Insolvenzverwalterin steht, verwahrlost zusehends. Zum ersten Mal sucht er aktiv nach Iwona, die mit ihrer Cousine Ewa noch immer in München lebt und weiterhin auf ihn fixiert ist. Er entdeckt, dass Iwona ein Album führt, in dem sie Fotografien und Erinnerungsstücke an ihn verwahrt. Als er eines Nachts völlig betrunken bei ihr auftaucht, ist dies die erste vollständige Nacht, die beide zusammen verbringen, doch am Morgen verlässt Alexander Iwona erneut ohne Gruß und sucht sie nicht wieder auf. Nach einem halben Jahr kehrt Sonja aus Marseille zurück, ihre Eltern kaufen das Haus in Tutzing aus der Insolvenzmasse frei, und durch harte Arbeit gelingt es dem Ehepaar, das Architekturbüro zu entschulden.
Drei Jahre später ist die Malerin Antje bei dem Architektenpaar zu Gast, das sie einst tatkräftig verkuppelte. Alexander erzählt ihr die Geschichte seiner Ehe. Er ist sich endlich sicher, dass die Affäre mit Iwona abgeschlossen ist. Doch nun gesteht Sonja Alexander, dass das Leben, das sie führt, sie nicht glücklich macht und sie sich von ihm trennen will, um nach Marseille zu ziehen. Sophie soll bei Alexander bleiben. Als dieser Antje zum Flughafen begleitet, ruft die Atmosphäre in ihm Fernweh und die Sehnsucht nach einem Neubeginn wach. Es ist dieselbe Mischung aus Angst und Befreiung, die er in seinem Leben nur in den Momenten mit Iwona kennengelernt hat.

## Hintergrund

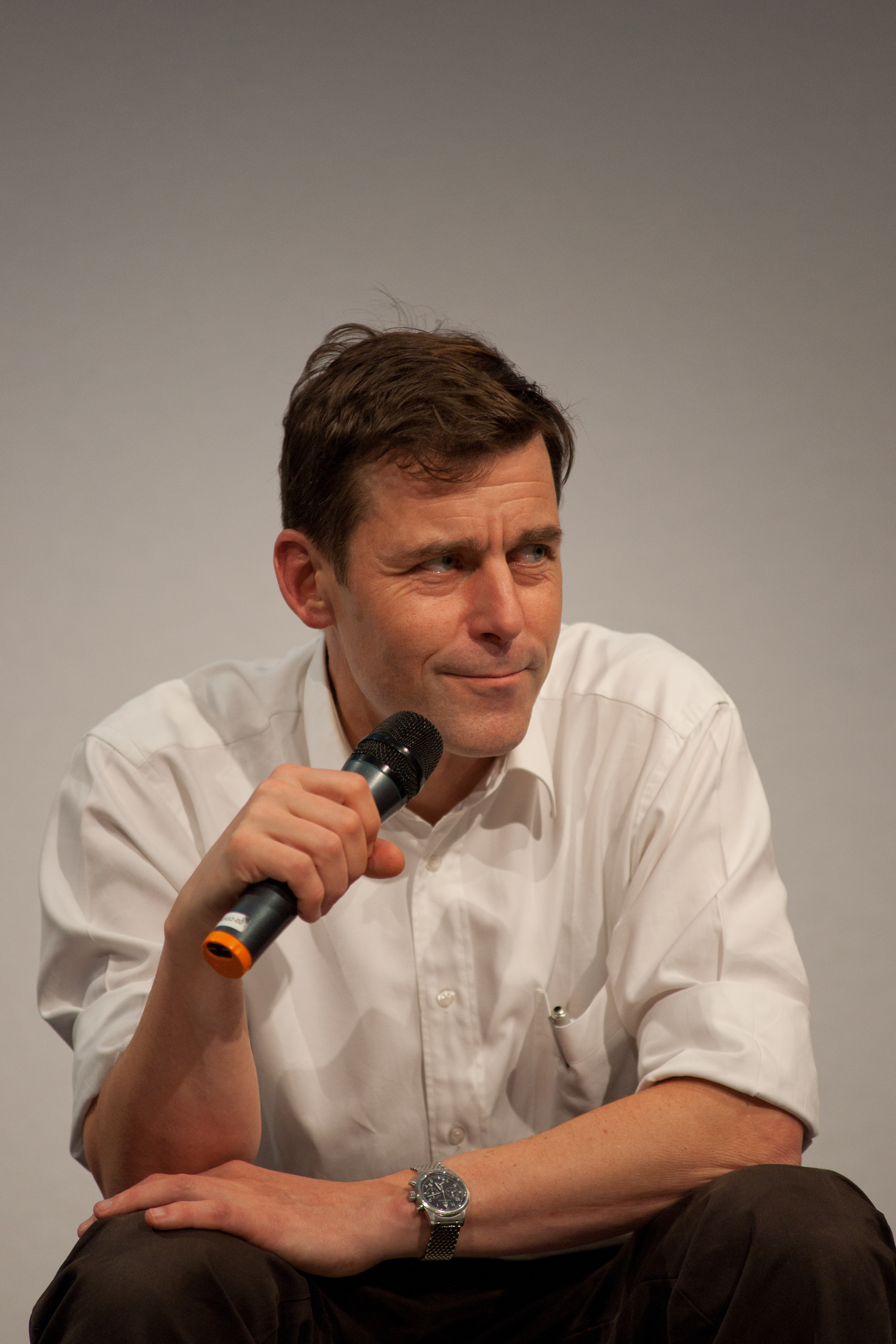
Peter Stamm (2012)

Sieben Jahre ist Peter Stamms vierter und zum Zeitpunkt der Veröffentlichung umfangreichster Roman. Laut Verena Mayer nimmt sich der Schweizer Autor „viel Zeit, die Ecken und Kanten seiner Hauptfigur auszuleuchten“, unter anderem auch durch die Technik der Rückblende. Stamm beschrieb seine bisherigen Romane als Kammerstücke, die in einem begrenzten Zeitraum von wenigen Monaten und in einer unbestimmten Gegenwart handeln. In Sieben Jahre benötigt die Entwicklung der Figuren und ihrer Beziehungen dagegen insgesamt achtzehn Jahre, und die Handlung wird immer wieder von Verweisen auf das Zeitgeschehen wie den Tod Herbert von Karajans, den Fall der Mauer oder die Wirtschaftskrise begleitet.
Als Ausgangspunkt des Romans benannte Stamm das Theaterstück Iwona Księżniczka Burgunda des polnischen Schriftstellers Witold Gombrowicz aus dem Jahr 1935, in dem der Prinz die hässlichste Frau des Reiches heiratet, die dann eine unerwartete Macht über ihn gewinnt. Ähnliches passiert in Sieben Jahre dem Architekten Alexander mit der Polin Iwona, deren Name der Burgunderprinzessin entlehnt ist. Stamm interessierte vor allem die Frage, welche Macht ein Mensch über einen anderen gewinnt, indem er ihn liebt. Die Handlung siedelte er bewusst in München an, einer Stadt, deren Schickeria durch den äußeren Schein bestimmt sei, die sich durch den Katholizismus und die Einbettung in die Natur jedoch auch eine zu Iwona passende dunkle Urwüchsigkeit bewahrt habe. Dabei handle der Roman von Menschen, „die ihr Leben so planen wie Architekten: Alles ist perfekt, aber es stimmt trotzdem nicht. Die großen Entwürfe gehen immer schief. Man kann Menschen nicht ordnen.“

## Interpretation

### Sieben Jahre

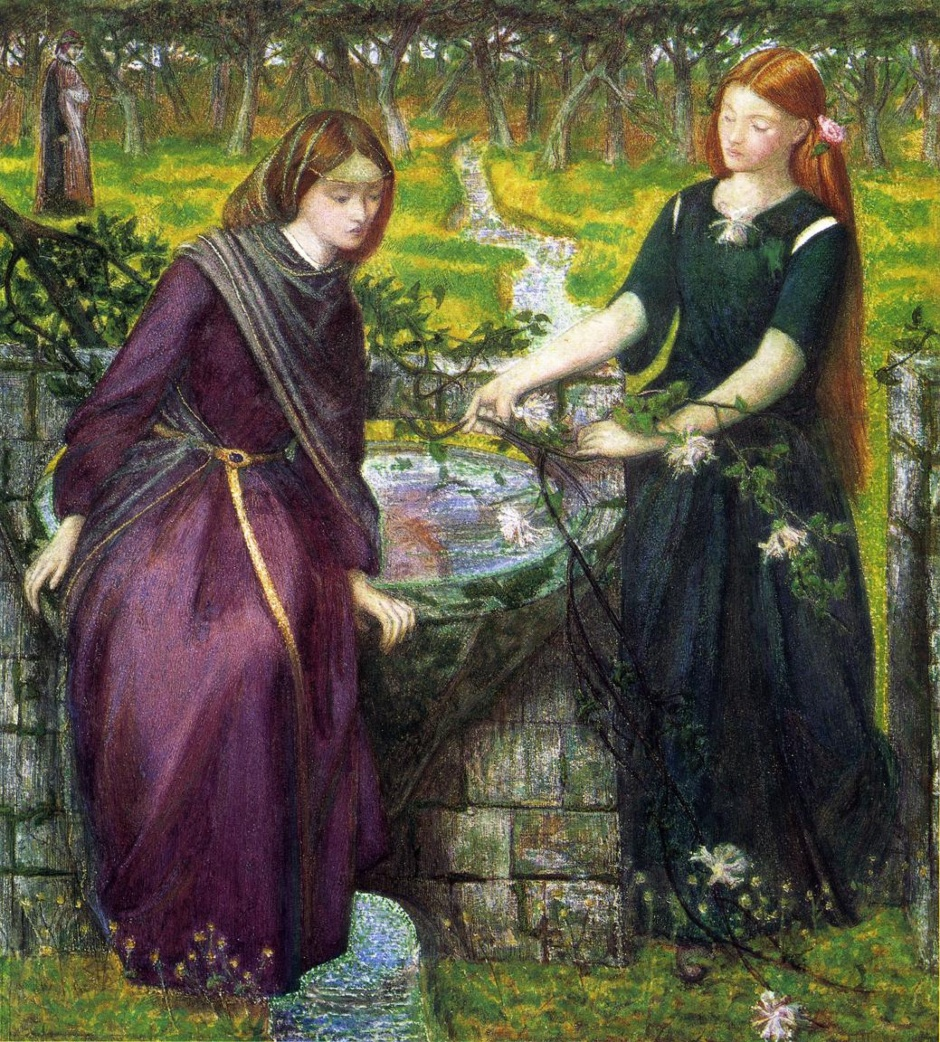
Lea und Rahel in einem Aquarell von Dante Gabriel Rossetti (1855)

Peter Stamm unterteilte die 18 Jahre der Handlungszeit des Romans in zwei Episoden von sieben Jahren, die im Rückblick aus einer vier Jahre späteren Rahmenhandlung heraus erzählt werden. Im Roman zitiert er das biblische Modell um den Stammvater Jakob und seine beiden Ehefrauen Lea und Rahel. Wie dieser muss der Architekt Alexander sieben Jahre „Ehefron“ und Abstinenz ertragen, ehe er seine Leidenschaft mit Iwona ausleben kann. Und auch in Alexanders Beziehung ist es die „falsche“ Frau, die schwanger wird: „Als aber der HERR sah, dass Lea ungeliebt war, machte er sie fruchtbar; Rahel aber war unfruchtbar.“ (Gen 29,31 ) Für Gerrit Bartels wird das beinahe aus einer unbefleckten Empfängnis entstandene Kind zu einem Heiland für die angeschlagene Ehe des Architektenpaares.
Auch Bettina Schulte zieht einen biblischen Vergleich zu den sieben fetten und sieben mageren Jahren, die Josef, der Sohn Jakobs, den Ägyptern weissagt, und sie fragt, ob Alexanders Zeit an der Seite Sonjas nun „Jahre der Erfüllung oder der Entbehrung, Jahre des Glücks oder des Unglücks“ gewesen seien. Shirin Sojitrawalla verweist dagegen auf Das verflixte 7. Jahr, in dem Alexanders Leidenschaft für Iwona wieder aufbricht.  „Sieben Jahre Einsamkeit“ – in Anlehnung an Gabriel García Márquez’ Roman Hundert Jahre Einsamkeit – erkennt Josef Bichler, für den der „Siebenjahrestakt“ ein ordnendes Element in der Lebensgeschichte des Architekten darstellt.

### Architektur

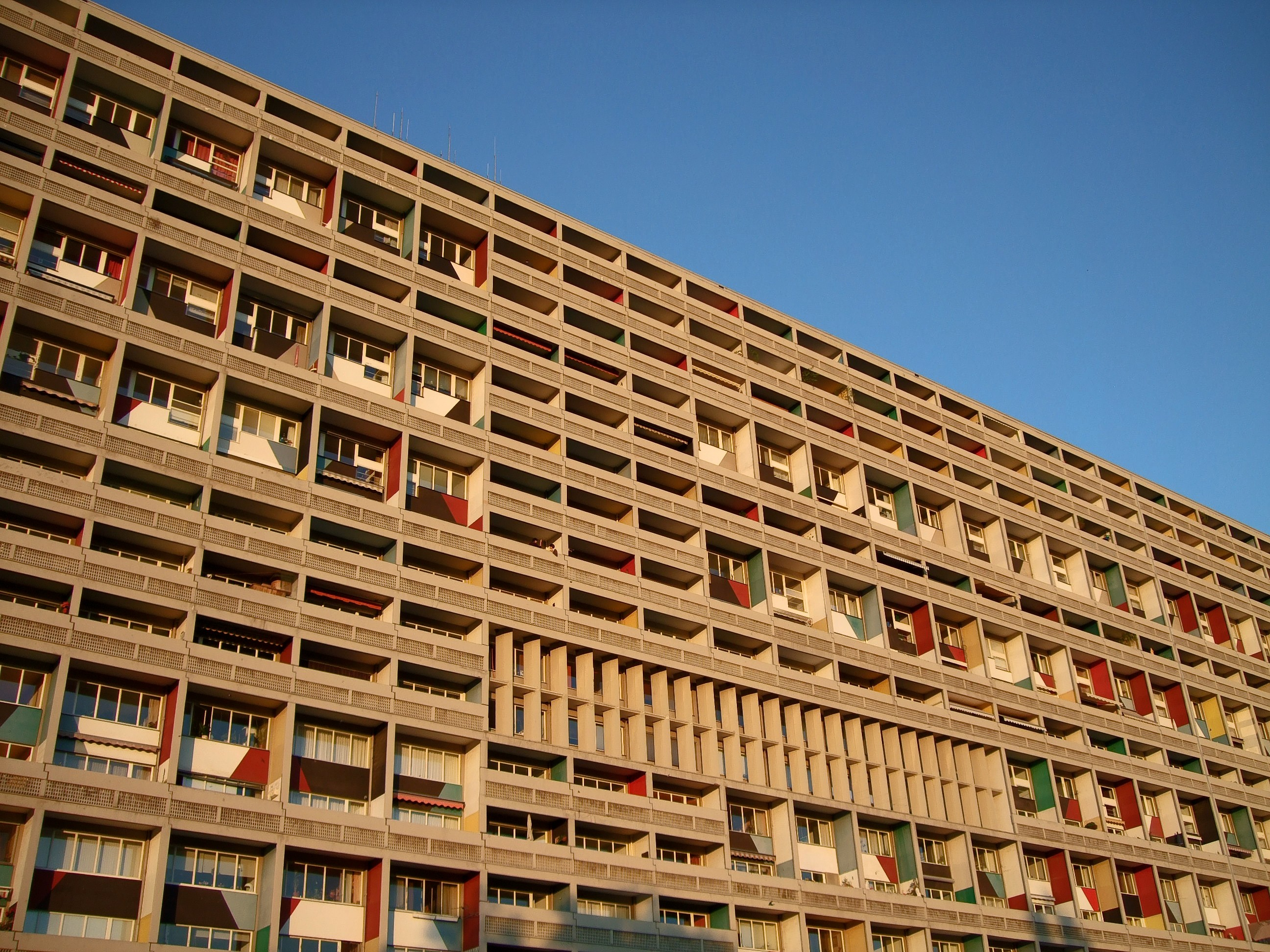
Unité d’habitation von Le Corbusier am Beispiel des Corbusierhauses in Berlin

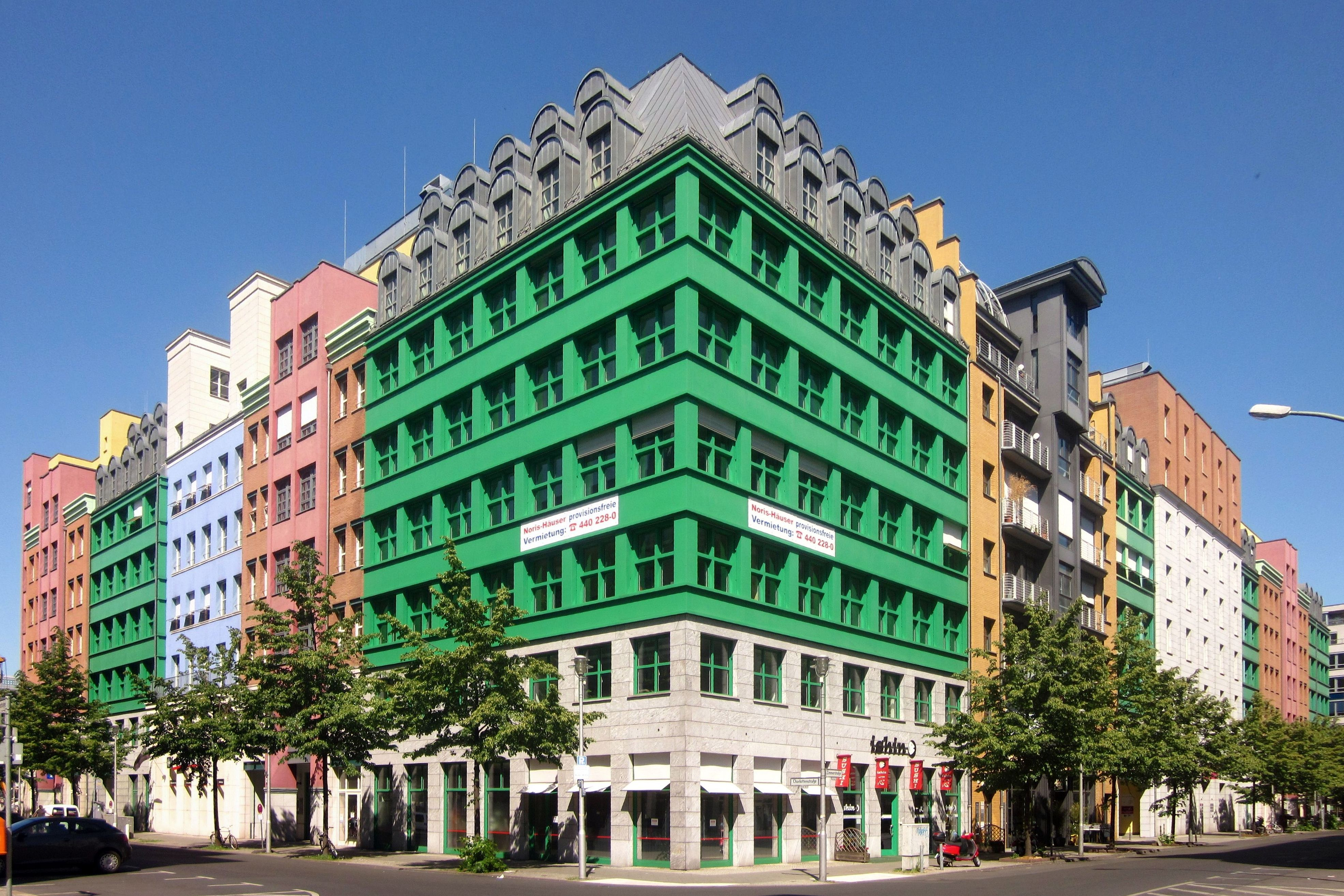
Quartier Schützenstraße in Berlin von Aldo Rossi

Der Schutzumschlag des Buches zeigt die Cité Radieuse in Marseille, für die Sonja eine besondere Faszination empfindet. Dem Roman vorangestellt ist ein Zitat des Architekten Le Corbusier: „Lichter und Schatten enthüllen die Formen“. Für Bettina Schulte stehen Licht und Schatten für die zwei unterschiedlichen Frauen des Romans: Sonja, die im Einleitungssatz im Zentrum eines hell erleuchteten Raums steht, und Iwona, die eine Schattenexistenz führt. Sandra Kegel sieht das „Spiel von Licht und Schatten“ als Konstruktionsprinzip von Sieben Jahre. Dabei ist das Häuserbauen laut Shirin Sojitrawalla die zentrale Metapher des Romans, die sowohl für die Ehe der beiden Architekten als auch für Stamms Erzählstil steht, der an Alexanders Träume von Transparenz und Offenheit erinnert, von Räumen, die Gefühle erzeugen.
Bereits die architektonischen Vorbilder Sonjas und Alexanders zeigen die gegensätzlichen Lebenseinstellungen der Eheleute: Sonja verehrt die Moderne Le Corbusiers und die Funktionalität von dessen Bauten. Alexander fühlt sich zu der Melancholie und Rückwärtsgewandtheit Aldo Rossis hingezogen. Während Sonja an eine Veränderung der Welt durch Architektur glaubt, sieht er bereits alle großen Taten vollbracht. Es ist nicht Liebe, was die beiden Ehepartner verbindet, sondern das gemeinsame Verständnis der eigenen Biografie als Projekt, das geplant und gestaltet werden muss. Doch das Leben lässt sich nicht am Reißbrett entwerfen, der theoretische Plan hält den schnöden Anforderungen der Praxis nicht stand, wie Sonja in einem Disput mit dem Hausmeister einer von ihr entworfenen Schule erfahren muss, dessen primäre Sorge eine ausreichende Anzahl von Fahrradständern ist. Am Ende wird Alexander laut Verena Mayer zum „Architekten des Unglücks“ für die Frauen, denen er begegnet. Shirin Sojitrawalla spricht von der „Insolvenz einer Ehe“ und einer „Architektur des Scheiterns“.
Für Martin Ebel ist die Architektur unter allen Kunstformen besonders gut geeignet, den Träumen der Menschen eine sichtbare, reale Behausung zu verleihen. Sie mache aber auch deren Scheitern besonders deutlich. So verliert Alexander in seiner Karriere nach und nach alles Schöpferische, und seine Entwürfe sind am Ende nicht mehr als selbstbezogene Spielerei, die niemals umgesetzt werden wird, während sich seine Rolle bei den realen Projekten auf die Aufsicht über die Baustelle beschränkt. Für Roman Bucheli sind Architekten jedenfalls „die domestizierten Künstler, die ihre Zeichenkunst dem rechten Winkel unterworfen und ihre Imaginationskraft in den Kundendienst gestellt haben.“ Das Gegenmodell der Architekten bildet die Malerin Antje, die sich mit ihrem jungen Liebhaber nicht nur den gesellschaftlichen Konventionen entzogen hat, sondern die auch als einzige Figur des Romans ein wirklich freies und selbstbestimmtes Leben führt.

### Dreiecksgeschichte
Das Verhältnis zwischen Alexander, Sonja und Iwona wird in den meisten Rezensionen als Dreiecksbeziehung eingeordnet. So bezeichnet Josef Bichler den Roman als „Dreiecksgeschichte für Leser mit akademischer Vorbildung“. Petra Schröder sieht im klassischen „Ehebruchsgenre“ das Sujet einer Novelle. Christoph Schröder spricht von einer „neoromantischen Schauer-Liebesgeschichte“ im Stile von Poe oder Eichendorff. Gerrit Bartels beschreibt hingegen zwei parallele Liebesgeschichten. Tatsächlich sieht Alexander selbst die Beziehung zu Iwona als eine Parallelwelt mit eigenen Gesetzen. Und es kommt ihm beinahe vor, als durchlebe nicht er selbst die Affäre, sondern ein Doppelgänger. Iris Radisch spricht von einer „Doppelliebe“, in der zwei „Liebeskonzepte“ einander gegenübergestellt werden, die Regula Fuchs auf den Nenner einer logischen und einer unmöglichen Beziehung bringt. Hajo Steinert nennt es eine „Versuchsanordnung der Liebe“. Für Sandra Kegel geht es nicht nur um drei miteinander verknüpfte Beziehungen, sondern um das Ringen „um Liebe und Glück überhaupt“.
Sonja und Iwona, die beiden wichtigsten Frauen in Alexanders Leben, sind Antipoden. Für Bettina Schulte stehen sie für unterschiedliche Lebensentwürfe: Sonja für „das faustische Prinzip des steten Strebens nach Höherem“, Iwona für „die Wiederkehr des Immergleichen“. Martin Ebel beschreibt den Gegensatz zwischen der „Pflanze und der Powerfrau“. Sonja berste geradezu vor Dynamik, während Iwona in ihrer Passivität und „umschlingenden Penetranz“ etwas „Vegetatives“ ausstrahle. Auch Sandra Kegel betont „Iwonas beharrliche Inaktivität – sie tut ja nichts, außer eben zu lieben“. Gerade der Aktionismus seiner Ehefrau treibe Alexander zu der Polin, ohne dass ihm deren Gegenwart eigentlich behage. Doch sie führe in die einfache, geregelte Welt seiner Kindheit zurück, in der es kein Gefühl von Zeit und Verantwortung gebe. Für Christoph Schröder ist Alexanders Beziehung mit Iwona ein „Geflecht von Demütigungen, Selbsterniedrigungen“ und gegenseitiger Macht übereinander.
Was Alexander für Iwona empfindet, ist nicht nur eine „sexuelle Hörigkeit“. Es ist gerade ihre unterwürfige Liebe, die ihr Macht über den Geliebten verleiht. Für Martin Ebel ist Iwona erfüllt von der Liebe zu Alexander „wie von einem Gottesgeschenk“, es ist eine geradezu religiöse Liebe, der auch das jahrelange Warten nichts anhaben kann. Eine zentrale These von Stamms Roman lautet: „Ein Mensch, der liebt, hat immer schon gewonnen, einerlei, ob seine Liebe erfüllt wird oder nicht“. Es ist schlimmer, nicht lieben zu können als nicht geliebt zu werden, weswegen Sandra Kegel das Architektenpaar für mindestens ebenso große Opfer der Geschichte hält wie die sich aufopfernde Iwona. Gespiegelt wird Alexanders Abhängigkeit von Iwona in zwei Nebenfiguren, den beiden WG-Mitbewohnerinnen Birgit und Tanja, die ebenfalls nicht voneinander loskommen.

### Der Stamm-Held
Alexander, der Architekt, ist für Gerrit Bartels „ein typischer, manchmal arg willenloser Stamm-Held, der sich treiben lässt“. Auch Shirin Sojitrawalla beschreibt ihn als einen Getriebenen, der niemals das Gefühl hat, in seinen Beziehungen selbst zu agieren. Ihm widerfährt das Leben, als sei es vorherbestimmt, ohne dass er in den Ablauf eingreifen könne. Martin Ebel sieht Alexander überfordert und unfähig, sich zu entscheiden. Während die beiden Frauen, zwischen denen er steht, beide eindeutig und zielgerichtet sind, bleibt er unbestimmt und ambivalent, gelähmt durch seine eigene Widersprüchlichkeit. Laut Petra Schröder will er sich alle Optionen offen halten und nimmt dafür in Kauf, die Gefühle anderer Menschen zu verletzen. Für Hajo Steinert ist er jedenfalls ein „Schnösel“ und „Chauvie, wie er im Buche steht“, und Regula Fuchs verspürt „Ekel vor dem unerträglichen Protagonisten“.
Dabei bestimmt Alexanders Perspektive den kompletten Roman. Er berichtet was, aber vor allem wie er die achtzehn Jahre zwischen Sonja und Iwona erlebt hat. Zwar will er laut Shirin Sojitrawalla mit seiner Lebensbeichte Rechenschaft ablegen, ohne sich dabei allerdings selbst auf die Schliche zu kommen. Für Regula Fuchs steht der Protagonist unter ständigem Rechtfertigungszwang und versucht seinem Handeln im Rückblick eine höhere Weihe zu verleihen. In seiner Wahrnehmung wirkt seine Geschichte wie ein Naturgesetz. Dabei wird es für den Stamm’schen Protagonisten laut Sandra Kegel zu einer Variante des freien Willens, in vollem Bewusstsein der Folgen falsch gehandelt zu haben. Roman Bucheli sieht den Architekten hingegen von einer Sucht geheilt, von der er noch immer nicht verstehen könne, wie sie ihm widerfahren sei. Es sei der Bericht eines trockenen Alkoholikers, „das Ergebnis einer grossen Ernüchterung, und er erzählt auch darum in pathetischer Nüchternheit“. Für Martin Ebel passt jedenfalls der unterkühlte „Peter-Stamm-Ton“ perfekt zu seinem Ich-Erzähler, und er vergleicht ihn mit einer Bratsche, „die auf jegliches Vibrato verzichtet.“
Laut Petra Schröder schreibt Stamm in seinen Werken die „Chronik seiner Generation“. Er mache den Kindern des Wirtschaftswunders eine Rechnung über vermiedene Entscheidungen auf, und die Konsequenzen, die sie dennoch zeitigen. Nach Shirin Sojitrawalla ist es die Generation, der alle Optionen offenstehen, und die sich genau deswegen nicht entscheiden kann, weil jede Entscheidung auch bedeutet, Verantwortung zu übernehmen und sowohl die Schuld aus auch die Sehnsucht nach der ungelebten Alternative auszuhalten. Gerrit Bartels sieht das Dilemma der Generation der 40-Jährigen darin, dass sie zwischen den „Illusionen der Jugend“ und den „Kompromissen der mittleren Jahre“ stecken. Am Ende entlässt Stamm seinen Helden in eine Zukunft ohne Sonja und Iwona und bietet ihm laut Martin Ebel „eine neue Chance; ergreifen und nutzen muss er sie dann selber.“

## Rezeption
Sieben Jahre erschien im Buchherbst 2009 als „Spitzentitel“ des Frankfurter S. Fischer Verlags, was laut Philip Gut eine ungewohnte Aufmerksamkeit für einen Schweizer Schriftsteller darstellt. Der Roman erreichte Rang 4 der SWR-Bestenliste im September und die Longlist des Deutschen Buchpreises 2009. Seit seinem Erscheinen wurde er in 13 Sprachen übersetzt.
Der Roman wurde von den deutschsprachigen Feuilletons überwiegend positiv aufgenommen. Für Martin Ebel war er „Zeitdiagnose und ein grosses Stück Literatur“, dabei „nicht nur vom Umfang her das Grösste, was Peter Stamm bisher zustande gebracht hat.“ Laut Verena Mayer war es „der längste und gewichtigste Roman“ des Schweizer Autors. Auch Regula Fuchs sah Sieben Jahre „mit seinen 300 Seiten vergleichsweise üppig geraten“, allerdings „literarisch auf Dauer ermüdend“. Für Sandra Leis neigte der Roman „im letzten Drittel zur Langatmigkeit“, und für Hajo Steinert war er „viel zu lang geworden“, ein „Ausrutscher dieses Erzählers, der es, wie wir aus früheren Büchern wissen, eigentlich besser kann.“
Bettina Schulte urteilte über Peter Stamms Werk: „Für einfache Lösungen ist dieser Autor nicht zu haben. Das Ausharren im Zwischenreich macht die Größe seiner Literatur aus.“ Shirin Sojitrawalla fasste zusammen: „Leichthändig schreibt er über berufliches wie privates Scheitern […] mit kühler Zärtlichkeit und Empathie.“ Laut Gerrit Bartels „wird man unweigerlich in den Sog dieser klaren, schmucklosen und doch federnden Sprache von Stamm hineingezogen“, und er fand den Roman am Ende „so unerbittlich wie unterhaltsam“. Dabei kommt der Autor laut Sandra Kegel „den Zweifeln, Ängsten und Lebenslügen seiner Figuren so beklemmend nah, dass es beim Lesen schmerzt.“ Für Christoph Schröder war „die höchst irritierende Geschichte einer unter der Oberfläche brodelnden Krise“ Peter Stamms „bisher bestes Werk“.
Roman Bucheli bescheinigte Sieben Jahre zwar eine „suggestive Kraft“, aber er regte an: „Vielleicht täte diesem handwerklich makel- und tadellos geschriebenen Roman da und dort ein interessanter «Fehler» im genetischen Code seiner Hauptfigur gut“. Josef Bichler fragte kritisch: „Es bleibt jedem unbenommen, im allzu einfach Gestrickten das Unaufgeregte, ja Lakonische auszumachen, aber wie viel Hochglanzästhetik hält ein Text aus, um seinen belletristischen Anspruch zu wahren?“ Iris Radisch beschrieb einen „sympathisch unentschiedenen und elegischen Liebesroman“, der allerdings „allzu übersichtlich, ein wenig gazettenhaft und männlich konventionell“ geraten sei. Petra Schröder las jedenfalls einen „Roman, der eine unheimliche Ahnung von dem hat, woraus wir gemacht sind.“

## Ausgaben
- Peter Stamm: Sieben Jahre. S. Fischer, Frankfurt am Main 2009, ISBN 978-3-10-075126-3.
- Peter Stamm: Sieben Jahre. Fischer Taschenbuch, Frankfurt am Main 2011, ISBN 978-3-596-17384-6. (Taschenbuchausgabe)
- Peter Stamm: Sieben Jahre. Gelesen von Christian Brückner. Parlando, Berlin 2009, ISBN 978-3-941004-03-0. (Hörbuch)

## Rezensionen
- Gerrit Bartels: Wie die Putzfrau zum Kind kommt. In: Der Tagesspiegel vom 18. August 2009.
- Josef Bichler: Sieben Jahre Einsamkeit. In: Der Standard vom 3./4. Oktober 2009.
- Roman Bucheli: Szenen einer Ehe. In: Neue Zürcher Zeitung vom 18. August 2009.
- Martin Ebel: Der neue Stamm ist baumstark. In: Tages-Anzeiger vom 8. August 2009.
- Regula Fuchs: Lieben und lieben lassen. In: Der Bund vom 8. August 2009.
- Philipp Gut: Gemischte Gefühle. In: Die Weltwoche vom 13. August 2009.
- Sandra Kegel: Iwona, die Biergartenprinzessin. In: Frankfurter Allgemeine Zeitung vom 8. August 2009.
- Sandra Leis: Doppelleben eines Architekten. In: NZZ am Sonntag vom 30. August 2009 (pdf; 2,2 MB).
- Verena Mayer: Architekt des Unglücks. In: Cicero vom 1. Oktober 2009.
- Iris Radisch: Etüde über das menschliche Paarungsverhalten. In: Die Zeit vom 13. August 2009.
- Christoph Schröder: Das bedrohliche Gefühl von Freiheit. In: Frankfurter Rundschau vom 11. August 2009.
- Petra Schröder: Zwei Frauen, zwei Lebensentwürfe. Auf: Deutschlandradio Kultur vom 10. Januar 2010.
- Bettina Schulte: Licht und Schatten. In: Badische Zeitung vom 15. August 2009.
- Shirin Sojitrawalla: Das Leben als Projekt. In: Wiener Zeitung vom 25. September 2009.
- Hajo Steinert: Iwona, bleiche Frau aus Polen. In: Die Welt vom 12. September 2009.